# Marchaux-Chaudefontaine
Marchaux-Chaudefontaine község Franciaország Burgundia-Franche-Comté régiójában, Doubs megyében. Új községként 2018. január 1-jén jött létre Marchaux és Chaudefontaine község egyesítésével. A korábbi községek egyesülésekor az új község lélekszáma 1447 fő lett. Lakosainak száma 1429 fő (2022. január 1.).

## Népesség
| Lakosok száma | 1447 | 1464 | 1477 | 1479 | 1462 | 1446 | 1429 |
|               | 2015 | 2017 | 2018 | 2019 | 2020 | 2021 | 2022 |